# Amstel Gold Race femenina 2021
La 7.ª edición de la Amstel Gold Race femenina (oficialmente: Amstel Gold Race Ladies Edition) se celebró el 18 de abril de 2021 sobre un recorrido de 116,3 km.
Normalmente la carrera inicia en Maastricht y finaliza en Valkenburg aan de Geul, pero con motivo de la pandemia de COVID-19 la edición 2021 se corrió en un circuito regional de 7 giros con un giro inicial de 14,9 km y 6 giros de 16,9 km, con inicio y final en la ciudad de Valkenburg aan de Geul en los Países Bajos. 
La carrera hizo parte del UCI WorldTour Femenino 2021 como competencia de categoría 1.WWT del calendario ciclístico de máximo nivel mundial siendo la sexta carrera de dicho circuito y fue ganada por la ciclista neerlandesa Marianne Vos del equipo Jumbo-Visma. El podio lo completaron las también neerlandesas Demi Vollering del equipo SD Worx y Annemiek van Vleuten del equipo Movistar.

## Equipos
Tomaron parte en la carrera 23 equipos de los cuales 9 son equipos de categoría UCI Women's WorldTeam y 14 UCI Women's continental teams. Los equipos participantes fueron:
| translation for headoftableIII_translate index 58 not found (9)- Alé BTC Ljubljana - Team BikeExchange - Canyon-SRAM Racing - Team DSM - FDJ-Nouvelle Aquitaine-Futuroscope - Liv Racing - Movistar Team - SD Worx - Trek-Segafredo UCI Women's continental teams (4)- Ceratizit-WNT Pro Cycling - Cogeas-Mettler-Look Pro Cycling Team - Multum Accountants - Team Tibco-Silicon Valley Bank Unknown team category (11)- A.R. Monex - Andy Schleck-CP NVST-Immo Losch - Bingoal Casino-Chevalmeire - CAMS-Tifosi - Doltcini-Van Eyck Sport-Proximus - GT Krush Tunap - Jumbo-Visma - Lotto Soudal Ladies - NXTG Racing - Parkhotel Valkenburg - Valcar-Travel & Service |
| |

## Clasificaciones finales
Las clasificaciones finalizaron de la siguiente forma:

### Clasificación general
| \| Clasificación general \| Clasificación general \| Clasificación general \| Clasificación general \| Clasificación general \| \| Ciclista \| Ciclista \| Equipo \| Tiempo \| \| \| --------------------- \| ---------------------- \| ---------------------------------- \| --------------------- \| --------------------- \| \| 1.ª \| Marianne Vos \| Jumbo-Visma Women Team \| 3 h 00 min 20 s \| \| \| 2.ª \| Demi Vollering \| SD Worx \| + 0 s \| \| \| 3.ª \| Annemiek van Vleuten \| Movistar Team \| + 0 s \| \| \| 4.ª \| Amanda Spratt \| Team BikeExchange \| + 0 s \| \| \| 5.ª \| Soraya Paladin \| Liv Racing \| + 0 s \| \| \| 6.ª \| Mavi García \| Alé BTC Ljubljana \| + 0 s \| \| \| 7.ª \| Cecilie Uttrup Ludwig \| FDJ-Nouvelle Aquitaine-Futuroscope \| + 1 s \| \| \| 8.ª \| Elisa Longo Borghini \| Trek-Segafredo \| + 1 s \| \| \| 9.ª \| Ashleigh Moolman-Pasio \| SD Worx \| + 1 s \| \| \| 10.ª \| Katarzyna Niewiadoma \| Canyon-SRAM Racing \| + 2 s \| \| |                        |                                    |                 |
| |                        |                                    |                 |
| Fuentes: ProCyclingStats Cycling Quotient |                        |                                    |                 |
| Clasificación general |                        |                                    |                 |
| Ciclista | Ciclista               | Equipo                             | Tiempo          |
| 1.ª | Marianne Vos           | Jumbo-Visma Women Team             | 3 h 00 min 20 s |
| 2.ª | Demi Vollering         | SD Worx                            | + 0 s           |
| 3.ª | Annemiek van Vleuten   | Movistar Team                      | + 0 s           |
| 4.ª | Amanda Spratt          | Team BikeExchange                  | + 0 s           |
| 5.ª | Soraya Paladin         | Liv Racing                         | + 0 s           |
| 6.ª | Mavi García            | Alé BTC Ljubljana                  | + 0 s           |
| 7.ª | Cecilie Uttrup Ludwig  | FDJ-Nouvelle Aquitaine-Futuroscope | + 1 s           |
| 8.ª | Elisa Longo Borghini   | Trek-Segafredo                     | + 1 s           |
| 9.ª | Ashleigh Moolman-Pasio | SD Worx                            | + 1 s           |
| 10.ª | Katarzyna Niewiadoma   | Canyon-SRAM Racing                 | + 2 s           |

## Ciclistas participantes y posiciones finales
Convenciones:
- AB: Abandonó
- FLT: Retiro por llegada fuera del límite de tiempo
- NTS: No tomó la salida
- DES: Descalificada o expulsada

## WorldTour Femenino
La Amstel Gold Race femenina  otorgó puntos para el UCI World Ranking Femenino y el UCI WorldTour Femenino para corredoras de los equipos en las categorías UCI WorldTeam Femenino y Continental Femenino. Las siguientes tablas muestran el baremo de puntuación y las 10 corredoras que obtuvieron más puntos:
| Posición   | 1.ª | 2.ª | 3.ª | 4.ª | 5.ª | 6.ª | 7.ª | 8.ª | 9.ª | 10.ª | 11.ª | 12.ª | 13.ª | 14.ª | 15.ª | 16.ª-20.ª | 21.ª-30.ª | 31.ª-40.ª |
| Puntuación | 400 | 320 | 260 | 220 | 180 | 140 | 120 | 100 | 80  | 68   | 56   | 48   | 40   | 32   | 28   | 24        | 16        | 8         |

| Clasificación |                       |                                    |        |
| Posición      | Ciclista              | Equipo                             | Puntos |
| ------------- | --------------------- | ---------------------------------- | ------ |
| 1.ª           | Marianne Vos          | Jumbo-Visma                        | 400    |
| 2.ª           | Demi Vollering        | SD Worx                            | 320    |
| 3.ª           | Annemiek van Vleuten  | Movistar                           | 260    |
| 4.ª           | Amanda Spratt         | BikeExchange                       | 220    |
| 5.ª           | Soraya Paladin        | Liv Racing                         | 180    |
| 6.ª           | Mavi García           | Alé BTC Ljubljana                  | 140    |
| 7.ª           | Cecilie Uttrup Ludwig | FDJ Nouvelle Aquitaine Futuroscope | 120    |
| 8.ª           | Elisa Longo Borghini  | Trek-Segafredo                     | 100    |
| 9.ª           | Ashleigh Moolman      | SD Worx                            | 80     |
| 10.ª          | Katarzyna Niewiadoma  | Canyon SRAM Racing                 | 68     |